# Bernard Cerf
Pour les articles homonymes, voir Cerf (homonymie).
Bernard Cerf est un réalisateur, producteur et acteur de cinéma français, né le 18 octobre 1964.

## Biographie
Après des études de cinéma à la faculté d’Aix-Marseille, il réalise son premier film Pourvoir ça, voir ci avec  Jean-Éric Desalme. En 1991, il intègre ensuite l'INSAS en section réalisation.  Il y réalise en 1993 Troubles, film sur la prostitution puis Les Crabes, long métrage inachevé avec Hervé Benhamou et David Sighicelli. En 1998 , il réalise un court métrage expérimental sur la violence, Les Nazis ont été vaincus par les armes, non par la raison, avec la comédienne Claude Rambaut. L'année suivante, il adhère au Collectif Jeune Cinéma et réalise Avril 99, sur la guerre en Yougoslavie. En 2000, il commence Les résistants, long métrage avec Sonia Fleurance adaptation libre d'Albert des Capitales de Marguerite Duras qui interroge la problématique de la torture et des limites de l'engagement politique.
En 2000, il fonde avec Philippe Lebret et Laurence Rebouillon Les Productions Aléatoires. À la suite de la présence de Jean-Marie Le Pen au second tour de l’élection présidentielle en 2002, il réalise Le Brame du cerf, pamphlet contre le Front national qui lui vaudra de nombreuses menaces.

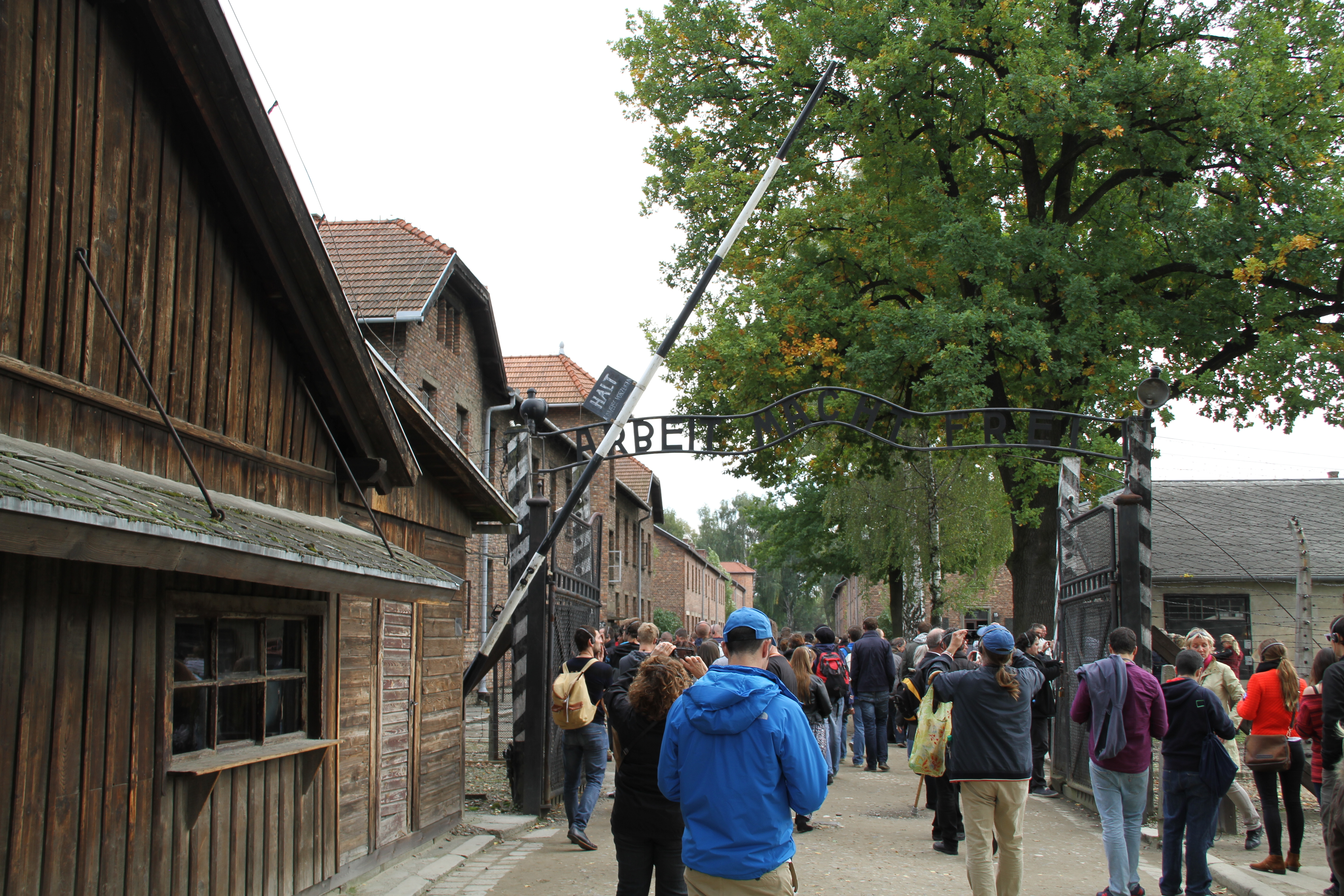
Tourisme de masse à Auschwitz

À partir de 2005, Il devient directeur du Festival des cinémas différents et expérimentaux de Paris),,,, tout en continuant à produire des films expérimentaux, tels que ceux de Pip Chodorov, Frédérique Devaux, Olivier Fouchard... Il réalise Solitudine avec Sonia Fleurance, puis Vers Oswieçim qui dénonce le tourisme de masse à Auschwitz.
En 2015, avec Ravachol,, il aborde une nouvelle fois la question de l'utilisation de la violence en politique en mélangeant fiction et documentaire avec Pierre Merejkowsky, Dominique Coquard, Ghislain de Fonclare, Jean-Marc Rouillan, fondateur d'Action Directe, et Yves Peirat, membre des FTP Franc Tireur Partisan.
À côté des productions commerciales et du cinéma d'auteur classique, il produit et défend un cinéma « différent », engagé, parfois radical et libéré des règles de l'écrit. Il revendique une liberté totale du cinéaste au prix d'une absence de réussite économique  et même de reconnaissance intellectuelle. Il pointe aussi les difficultés qu'a la presse à propos du cinéma expérimental. La Cinémathèque française consacre à son travail une séance dans le cycle cinéma d'Avant Garde « La décision argentique, faste humaniste des années 2000 » en février 2013.

### Famille
Bernard Cerf est le frère de Dominique Cerf, artiste marseillaise.

### Prises de positions politiques
Bernard Cerf se situe comme un opposant au Front National.

## Filmographie

### Comme réalisateur
- 1993 : Troubles
- 1994 : Les Crabes
- 1998 : Les Nazis ont été vaincus par les armes, non par la raison
- 1999 : Avril 1999
- 2000 : Le brâme du Cerf
- 2002 : Solitudine
- 2004 : Les Résistants
- 2009 : Vers Oświęcim
- 2010 : Les argonautes du temps présent[13]
- 2010 : La chambre du Cerf
- 2015 : Ravachol

### Comme acteur
- 1998 : Les Nazis ont été vaincus par les armes, non par la raison
- 2000 : Le sourire d'Alice de Laurence Rebouillon
- 2001 : L'immature de Philippe Lebret
- 2002 : Harmonie de Laurence Rebouillon
- 2004 : Insurrection/résurrection de Pierre Merejkowsky
- 2007 : Filmer et punir de Pierre Merejkowsky
- 2008 : West Point de Laurence Rebouillon
- 2008 : Jouissons, jouissons ! de Lise Roure
- 2013 : Scènes de la vie romantique de Vincent Ostria

### Comme producteur
- 2000 : Le sourire d'Alice de Laurence Rebouillon
- 2002 : Réactions du 21 avril série en réaction à la qualification de Jean-Marie Le Pen au second tour de la présidentielle (films de Pierre-Jean Bouyer, Pierre Merejkowsky, Bernard Cerf, Gaëlle Petit, Philippe Lebret, Rebouillon, Frédéric Tachou
- 2002 : Harmonie de Laurence Rebouillon
- 2003  Souviens-toi de Julien Colbeau et Jean-Robert Thomann
- 2005 J'ai fait un beau voyage, je vais vous le montrer Chap. 1 de Frédéric Tachou LM
- 2006 : Filmer et Punir de Pierre Merejkowsky LM
- 2006 : K (Reves Berbères) de Frédérique Devaux
- 2006 : Reste-là de Frédéric Tachou
- 2006 : Fondue en larmes de Guillaume Anglard
- 2007 : Faux mouvement de Pip Chodorov
- 2008 : L'absence de Philippe Lebret
- 2008 : West Point de Laurence Rebouillon
- 2008 : Le Granier d'Olivier Fouchard
- 2009 : Vers Oswieçim de Bernard Cerf
- 2010 : La couleur des pierres de Camille Robert
- 2010 : Plume de Cécile Ravel
- 2010 : Crime de Vincent Ostria
- 2010 : La chambre du cerf de Dominique Cerf
- 2010 : Les Argonautes du temps présent d'Annie Roses
- 2011 : La saison des pluies était bel et bien finie de Laurence Reboullion
- 2013 : Ma fleur maladive de Astrid Adverbe